# فريق العدالة أكشن
فريق العدالة اكشن هو مسلسل رسوم متحركة أمريكي من شركة دي سي كومكس ووارنر براذرز أنيميشن.ظهر هذا العرض لأول مرة على كارتون نتورك المملكة المتحدة في 26 نوفمبر 2016، وعرض لأول مرة في الولايات المتحدة على كرتون نتورك في 16 ديسمبر 2016. اختتمت السلسلة في 3 يونيو 2018.

## القصة
يحكي قصة فريق ابطال خارقين مكون من باتمان وسوبر مان ووندر ومن أو اميرة الامازون ديانا والكثير من الأبطال مثل فلاش وبلاستك مان وزتانا وغرين لانتر وغيرهم الكثير.

## الشخصيات
أبرز الأبطال هم :
- باتمان: جاد وكئيب بعض الشيء وهو القائد ولا يمزح ابدا وهو ليس لطيفا ويدافع دائما عن الابرياء.
- سوبر مان: أفضل حالا من باتمان ايجابي ومضحك قليلا وهو اقوى من باتمان.
- وندر وومن: اندماج سوبر مان وباتمان حالا يشكل حالها وهي اقوى من عندهما إلى انهى هزمت في إحدى الحلقات عندما كانت في الامازون مع والدتها وجاء باتمان وسوبر مان لهزيمة الاشرار.
- بلاستك مان: لطيف ومضحك دائما وهو يحب باتمان وهو مطاطي.

أبرز الاشرار هم:
- دارك سايد: يائس دائما وشرير للغاية وقوي للغاية.
- جوكر: مهرج شرير وغبي جدا ويمزح دائما ويخسر دائما.
- هايلي: هي نفس جوكر وهي مهرجة أيضا لاكنها أذكى من جوكر.

الاصوات العربية
- فؤاد شمص - باتمان
- ندى نصر - وندر وومن

## روابط خارجية
- فريق العدالة أكشن على موقع IMDb (الإنجليزية)
- فريق العدالة أكشن على موقع كينوبويسك (الروسية)
- فريق العدالة أكشن على موقع قاعدة بيانات الفيلم (الإنجليزية)